# Kaapstad
Kaapstad (Afrikaans: Kaapstad, Engels: Cape Town, Xhosa: iKapa) bijgenaamd de Moederstad, is de hoofdstad van de provincie West-Kaap en is het wetgevend centrum van Zuid-Afrika. De stad maakt deel uit van de gemeente Kaapstad, die ongeveer 2,9 miljoen inwoners heeft (2001). Kaapstad is samen met Pretoria (uitvoerende macht) en Bloemfontein (rechterlijke macht) een van de hoofdsteden van Zuid-Afrika. Het is na Johannesburg de grootste stad van het land.
De stad, gelegen in de zuidwestelijke punt van Zuid-Afrika, was oorspronkelijk een verversingspost voor Nederlandse schepen die op weg waren naar Oost-Afrika, Indië of het Verre Oosten. Het was daarnaast een van de eerste permanente Europese nederzettingen ten zuiden van de Sahara. De Nederlanders in dienst van de Vereenigde Oost-Indische Compagnie maakten hier voor het eerst contact met de leider van de Goringkhoina in 1652.
Van een kleine havenstad groeide Kaapstad uit tot de grootste stad van Zuid-Afrika, maar raakte deze plaats in 1887 kwijt aan Johannesburg door de goudkoorts naar de Witwatersrand. Bij de volkstelling uit 2001 bleek dat Kaapstad de grootste Afrikaanssprekende gemeenschap was van Zuid-Afrika met 1,2 miljoen mensen.
Dankzij de natuur en de ligging aan de voet van de beroemde Tafelberg, is Kaapstad een populaire internationale bestemming voor toeristen.

## Geografie
Kaapstad ligt in het zuidwesten van Zuid-Afrika in de provincie West-Kaap gelegen aan de Tafelbaai van de Atlantische Oceaan. De stad is internationaal bekend om de ligging aan de voet van de Tafelberg, een grote plateauachtige berg met een hoogte van 1.086 meter boven het zeeniveau. Deze berg samen met andere lagere bergen en heuvels bepalen de horizon van de stad en zijn een onmiskenbaar baken geworden. De Tafelbaai wordt door de inheemse bewoners Hoeri (letterlijk "Baai van de zee") genoemd en heeft zijn huidige naam te danken aan een Portugese admiraal die in 1503 langs zeilde.

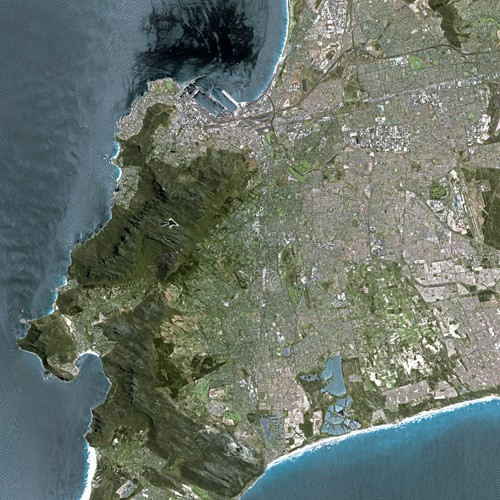
Satellietfoto van Kaapstad

Het Kaapse Schiereiland, dat een lengte van bijna 35 kilometer heeft en strekt van Kaapstad in het noorden tot aan Kaap de Goede Hoop en Kaappunt, is een van 's werelds plantenkoninkrijken waarbij een aantal soorten alleen hier voorkomen.
De "Stadskom" van Kaapstad (Engels: City Bowl) of het centrale zakencentrum met zijn wolkenkrabbers omringd door woonwijken, wordt begrensd door de Tafelbaai aan de ene kant en de Tafelberg aan de andere kant. De uitgestrekte voorsteden aan beide kanten van het bergmassief verschillen qua karakter sterk van elkaar. Het hele gebied kan alleen vanaf de Tafelberg gezien worden. In de "Stadskom" of andere woonwijken aan de Atlantische Oceaan of de bergen wonen een miljoen inwoners. De overige twee miljoen wonen op de uitgestrekte Kaapse Vlaktes.
Doordat de zee vaak onrustig is om het Kaapse Schiereiland werd de Kaap de Goede Hoop, die bijna 50 kilometer ten zuiden van het stadscentrum ligt, al vroeg door de zeevaarders de "Kaap van Stormen" genoemd. De koude Benguelastroom stroomt vanuit het zuiden langs de kust en schept een mediterraan winterklimaat waarin vruchten en groentes goed gedijen. Veelal wordt Kaapstad beschreven als "de enige stad ter wereld die aan twee oceanen ligt", wat niet helemaal juist is, omdat de Atlantische en de Indische Oceaan ongeveer 200 kilometer ten oosten van Kaapstad, bij Kaap Agulhas aan elkaar grenzen.
Om de stad heen liggen verschillende stuwmeren die de bevolking van de stad van water voorzien. Anno 2018 kampt de stad met een steeds groter watertekort. Enerzijds is er de bevolking die in een aantal decennia fors is toegenomen, anderzijds kampt Zuid-Afrika vanwege de klimaatverandering met langere perioden van droogte. Om de droogte tegen te gaan zijn er verschillende maatregelen genomen op het gebied van waterbesparing. Zo worden burgers beperkt in hun watergebruik. Ook zijn er plannen voor nieuwe waterinfrastructuur, zoals nieuwe dammen en wateromleidingen.

### Klimaat
| Maand                                        | jan  | feb  | mrt  | apr  | mei  | jun  | jul  | aug  | sep  | okt  | nov  | dec  | Jaar  |
| -------------------------------------------- | ---- | ---- | ---- | ---- | ---- | ---- | ---- | ---- | ---- | ---- | ---- | ---- | ----- |
| Hoogste maximum (°C)                         | 39,3 | 38,3 | 40,7 | 38,6 | 33,5 | 29,8 | 29,0 | 32,0 | 33,1 | 37,2 | 39,9 | 35,4 | 40,7  |
| Gemiddeld maximum (°C)                       | 26,1 | 26,5 | 25,4 | 23,0 | 20,3 | 18,1 | 17,5 | 17,8 | 19,2 | 21,3 | 23,5 | 24,9 | 22,0  |
| Gemiddelde temperatuur (°C)                  | 20,4 | 20,4 | 19,2 | 16,9 | 14,4 | 12,5 | 11,9 | 12,4 | 13,7 | 15,6 | 17,9 | 19,5 | 16,2  |
| Gemiddeld minimum (°C)                       | 15,7 | 15,6 | 14,2 | 11,9 | 9,4  | 7,8  | 7,0  | 7,5  | 8,7  | 10,6 | 13,2 | 14,9 | 11,4  |
| Laagste minimum (°C)                         | 7,4  | 6,4  | 4,6  | 2,4  | 0,9  | −1,2 | −1,3 | −0,4 | 0,2  | 1,0  | 3,9  | 6,2  | −1,3  |
|                                              |      |      |      |      |      |      |      |      |      |      |      |      |       |
| Neerslag (mm)                                | 15   | 17   | 20   | 41   | 69   | 93   | 82   | 77   | 40   | 30   | 14   | 17   | 515   |
| Zonuren (uur/dag)                            | 10,9 | 10,5 | 9,4  | 7,8  | 6,6  | 5,8  | 6,2  | 6,8  | 7,5  | 9,0  | 10,3 | 10,8 | 8,5   |
| Regendagen (dag)                             | 5,5  | 4,6  | 4,8  | 8,3  | 11,4 | 13,3 | 11,8 | 13,7 | 10,4 | 8,7  | 4,9  | 6,2  | 103,6 |
| Relatieve luchtvochtigheid (%)               | 71   | 72   | 74   | 78   | 81   | 81   | 81   | 80   | 77   | 74   | 71   | 71   | 75,9  |
| Bron: World Meteorological Organization NOAA |      |      |      |      |      |      |      |      |      |      |      |      |       |

## Geschiedenis

### Vroege geschiedenis

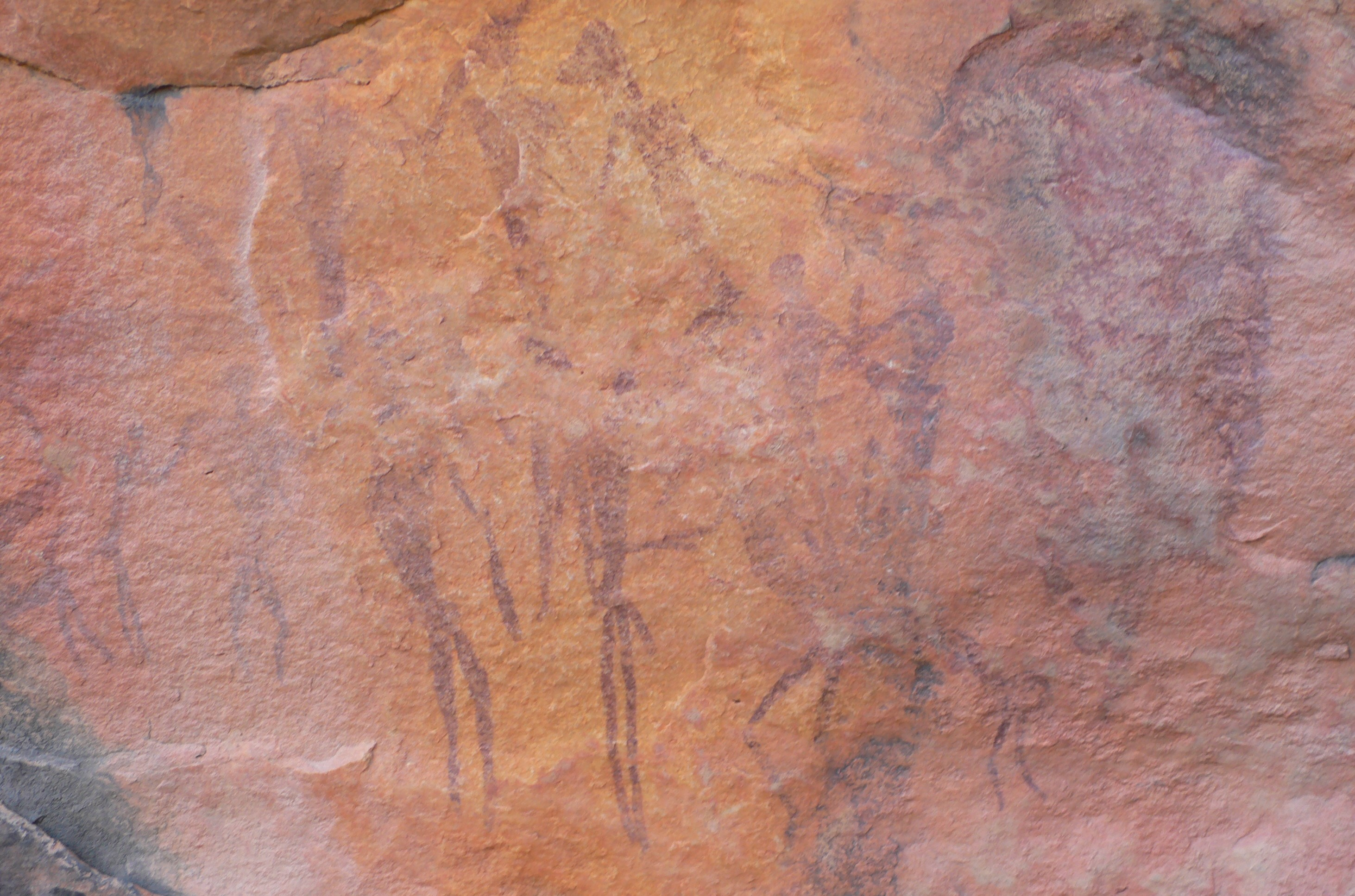
Muurtekeningen in West-Kaap.

Zuid-Afrika heeft een belangrijke rol gespeeld bij de ontwikkeling van de vroege mens. Het land werd meer dan 100.000 jaar geleden al door kleine groepen Hominidae of mensachtigen bewoond. In het zuidelijke Kaapland zijn in Smitswinkelbaai bij Rooikrans en bij de Bonteberg gebeentes en steenwerktuigen ontdekt die door mensachtige bewoners (de Homo erectus) zijn achtergelaten. Daarnaast is er in het Langebaanstrandmeer ten noorden van Kaapstad een menselijk spoor uit de periode 115.000 v.Chr.(!) ontdekt.
De eerste bewoners waren jagers en verzamelaars, die eenvoudige steenwerktuigen en vuur gebruikten. Rond 8000 v.Chr. had de plaatselijke jagersgemeenschap kennisgemaakt met pijl-en-boog. De grote trek naar het binnenland begon rond 2000 v.Chr. waarbij de jagers uit de omgeving van Kaapstad in aanraking kwamen met de hoger ontwikkelde boerengemeenschappen.

### De Kaap langs de zeeroute naar Indië
De Europese scheepvaart ontwikkelde zich in de 15e eeuw snel waardoor Portugese zeevaarders in staat waren om langs de westkust van Afrika steeds verder zuidwaarts te zeilen. Zij waren niet zo zeer in Afrika geïnteresseerd, maar meer in een zeeroute naar Indië voor de kostbare specerijen. De eerste Europeaan die op 3 februari 1488 bij de Mosselbaai aan land ging en met de plaatselijke Khoikhoistammen handel dreef, was Bartolomeu Dias. Tijdens zijn terugreis naar Europa had Dias dankzij de rustige weersomstandigheden voor de eerste keer de Kaap gezien en besloten om ook hier voet aan wal te zetten en een kruis op te richten. Hij had de Kaap vier maanden daarvoor, vanwege hevige stormen, niet gezien en noemde hem "Kaap van Stormen". Later hernoemde de Portugese koning hem naar Cabo da Boa Esperança ("Kaap de Goede Hoop"). Portugese zeevaarders lieten veel kruizen achter als zij langsvoeren die dienden als baken voor andere schepen. Met deze kruizen bevestigden ze ook de Portugese aanspraak op het land. Vanaf 1500 kwamen Portugese schepen geregeld aan in de Mosselbaai om vers water en andere voorraden te laden.
De Tafelberg is in 1503 door de Portugees António de Saldanha ontdekt en hij was ook de eerste Europeaan die de Tafelberg beklom. Ondanks de strategische ligging van de Kaap, hadden de Portugezen geen belangstelling om er een permanente nederzetting te stichten. Zij hadden andere nederzettingen zoals die van Mozambique, dat in tegenstelling tot de Kaap wel in alle Portugese behoeftes kon voorzien. Portugal had tot laat in de 16e eeuw een monopolie op de zeeroute naar Azië.
De handel met de Khoikhoi, die de Portugezen van vers vlees voorzagen, vond niet altijd plaats op een eerlijke basis. Soms waren er geschillen die met geweld werden opgelost. De onderkoning van Portugees-Oost-Indië, Francisco de Almeida, was samen met 55 van zijn manschappen tijdens een gevecht met Khoikhoi-krijgers gesneuveld. Dit voorval was een van de redenen om niet met de kolonisatie van Zuid-Afrika te beginnen.
In 1611 voer een Hollands schip voor het eerst rechtstreeks van de Kaap naar Indië, in plaats van via de kustlijn van Oost-Afrika. De slechte reputatie van de Kaap weerhield de Britse overheid er in 1620 niet van om er aanspraak op te maken nadat een kapitein de Engelse vlag op Leeuwenkop had gehesen.

### De Kaap als een Nederlandse kolonie

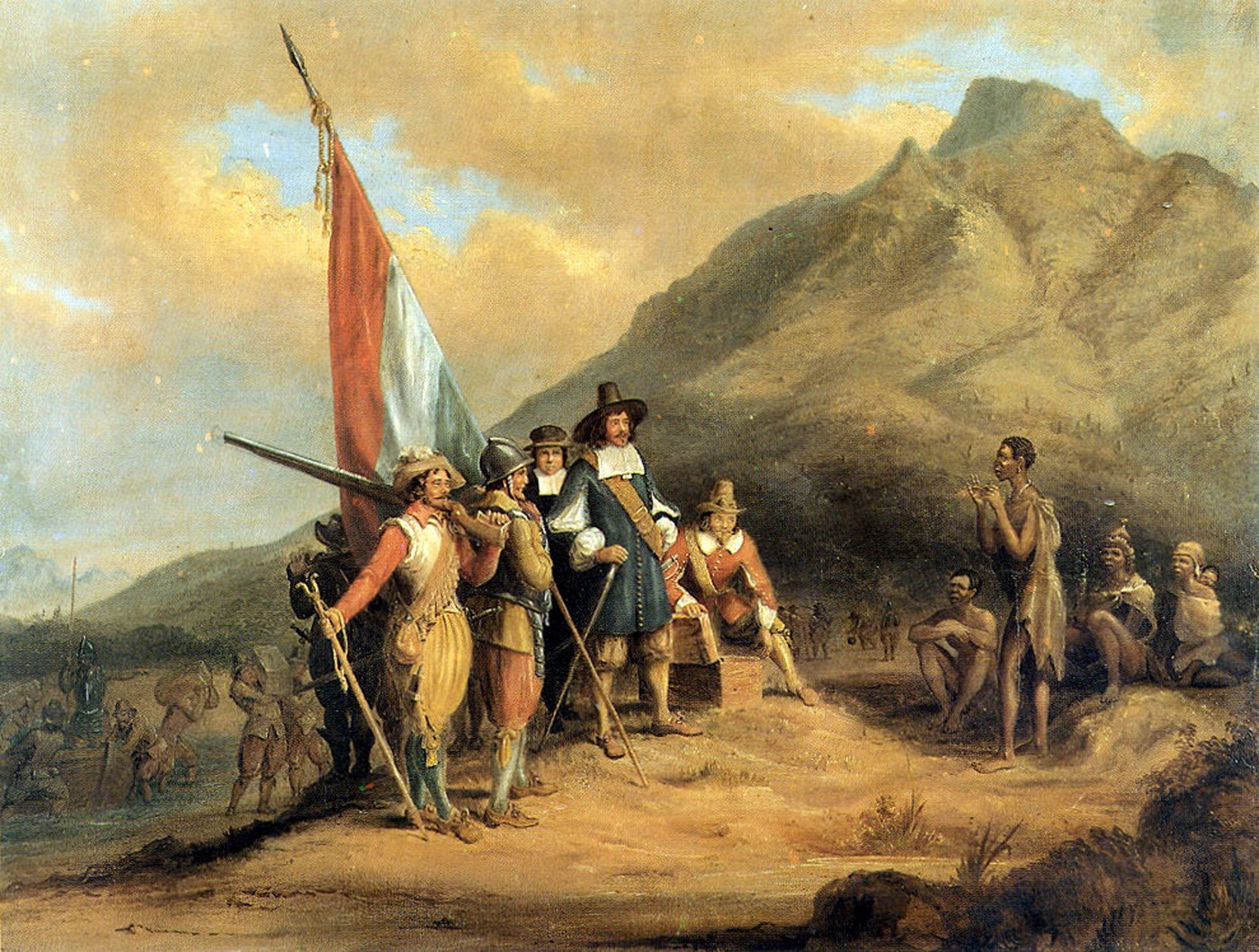
Aankomst van Jan van Riebeeck bij de Kaap. Geschilderd door Charles Bell

Toen het Nederlandse schip Nieuw Haarlem op zijn terugreis van Indië op 25 maart 1647 met een bemanning van zestig leden aan de Kaap strandde, hadden de plaatselijke Khoikhoi voor het eerst een lange periode contact met de Hollanders. De bemanning, onder bevel van onderkoopman Leendert Janszen, bracht bijna een jaar aan de Kaap door voordat zij door een vloot van vijf Nederlandse schepen in maart 1648 opgepikt werden. Hun berichten over het gunstige klimaat en de goede ervaringen met de Khoikhoi en de ruilhandel, was voor de Vereenigde Oost-Indische Compagnie beslissend om een verversingspost aan de Kaap te stichten.
In economisch opzicht waren de gebieden in Azië meer lonend voor de Compagnie en daarom werd er in eerste instantie weinig belang gehecht aan een kleine verversingspost. De zeereis van Europa naar Azië duurde destijds tussen de zes en acht maanden en een gevolg daarvan waren ziektes aan boord, zoals scheurbuik, waardoor er hoge sterftecijfers waren onder de manschappen. De reis zou winstgevender zijn wanneer er voldoende groente en vlees beschikbaar zouden zijn aan boord.
De koopman Jan Anthoniszoon van Riebeeck was aan boord van een van de vijf schepen die de zeelieden van de Nieuwe Haarlem hadden gered. Hij werd destijds verdacht van corruptie en stelde zichzelf beschikbaar voor de opbouw van de verversingspost. Zijn belangstelling om die post te bekleden was geworteld in de hoop hierdoor genoeg vertrouwen te winnen om later overgeplaatst te worden naar Indië. Als bescherming tegen de oorspronkelijke bevolking en aanvallen vanuit zee bouwden de Nederlanders onmiddellijk een sterk fort dat zou uitgroeien tot Kasteel de Goede Hoop.

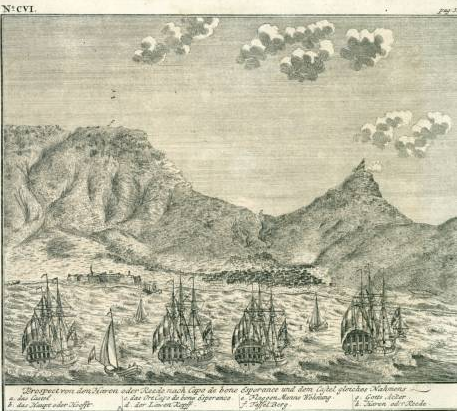
Kaapstad met links het Kasteel de Goede Hoop

Op 6 april 1652 zette Jan van Riebeeck samen met zijn vrouw en vierjarige zoon en negentig manschappen, waaronder zeven andere vrouwen, in de Tafelbaai voet aan wal. De Compagnie was niet tevreden met de ontwikkeling van de nederzetting en had Van Riebeeck opgedragen de kosten laag te houden en zelfvoorzienend te zijn. Van Riebeeck gaf opdracht een fort voor tachtig mensen te bouwen, kleine akkers aan te leggen, groenten en vruchten te verbouwen en veehandel met de inheemse bevolking te drijven. De Compagnie wilde een goede relatie met hen hebben. Het vierhoekige fort werd door een wal en palissades beschermd en vanaf 3 augustus waren alle kolonisten hierin gevestigd. Als gevolg van de strenge winter met regen en hagelstormen bezweken twintig mensen aan ziektes. De boerderijactiviteiten waren duur en werden gekweld door een tekort aan mankracht en landbouwspecialisatie. De soldaten en ambtenaren waren veelal opgeleid voor handel en militaire opgaven en niet vertrouwd met landbouwmethodes. De ruilhandel met de plaatselijke Khoikhoistammen was beperkt tot vee.
In maart 1653 werd het verversingsstation voor de eerste keer op de proef gesteld. Een vloot onder bevel van admiraal Gerard Demmer deed tijdens de zeereis naar Nederland de nederzetting aan. De manschappen werden van groente, vlees en melk voorzien en deze prestatie van de kolonie werd door de admiraal bij zijn terugkeer in Nederland vermeld. De landbouwactiviteiten werden geleidelijk uitgebouwd en al in 1659 werden de eerste wijndruiven geoogst. De moraal van de kolonisten was desondanks laag en sommige sloten zich zelfs aan bij de Khoikhoi. De laatstgenoemden waren vaak wel bereid om voor de kolonie werk te verrichten.
De oorspronkelijke bevolking, de Khoi en de San, weigerde echter verder met de Europeanen handel te drijven en bleek ook ongeschikt te zijn voor het Europese concept van werk en bezit. Om toch in de behoefte aan mankracht te voorzien, voerden de Nederlanders slaven in uit hun koloniën Madagaskar en Indië. Met de eerste invoer van slaven in het jaar 1658 verdubbelde de Kaapse bevolking. Naast de slaven waren er ook enkele bannelingen uit Indië, die door het Nederlands-Bataafse Hooggerechtshof naar de Kaap waren gedeporteerd. Samen met de slavenbevolking vestigde ook de islam zich aan de Kaap.
Naast de invoer van slaven was het de praktijk om van kolonisten zelfstandige boeren te maken als een oplossing voor het voedselprobleem. De Compagnie had in 1659 toestemming verleend om aan negen kolonisten de status van vrijburger toe te kennen. Kolonisten van Nederlandse en Duitse afkomst die hiervoor in aanmerking kwamen, konden zaden en landbouwgereedschappen op krediet ontvangen. De eerste kolonist in dienst van de Compagnie die de vrijbrief had ontvangen, was een Duitse kolonist uit Keulen die, zoals veel andere mensen uit Noordwest-Duitsland, na de Dertigjarige Oorlog in Nederland had gewerkt.
Het experiment slaagde en de landbouwproductie nam toe. De Compagnie had ook in beperkte mate kolonisten uit onder meer Nederland aangemoedigd zich aan de Kaap te vestigen. Veel minder mensen waren bereid om te emigreren, maar na het opheffen van het Edict van Nantes in 1687/1688 hadden bijna 225 van de 80.000 hugenoten die Frankrijk verlieten, besloten zich aan de Kaap te vestigen.
Het kasteel, dat in de periode 1666 en 1679 was ontstaan, is het oudst bewaarde gebouw in Zuid-Afrika. Tegen het jaar 1691 waren er tussen de vijftig en zestig huizen in Kaapstad en tegen het begin van de 18e eeuw was dat aantal vervijfvoudigd.
De uitbreiding van de kolonie leidde echter tot geschillen met de Khoikhoi. In 1659 kwam het tot confrontaties met de inheemse bevolking als gevolg van het gebruik van weilanden door kolonisten. In 1671 kwam het tot conflicten door de groeiende vraag naar vlees, dat de Khoikhoi niet wilden verhandelen. Uiteindelijk leden de Khoikhoi een verpletterende nederlaag. Sommigen waren bereid met kolonisten te trouwen of zich op een andere manier bij de blanke gemeenschap aan te sluiten, terwijl anderen het binnenland introkken. Vrouwen waren schaars in de kolonie en Europese mannen kregen kinderen met Khoikhoivrouwen en slavinnen.

### 18e en 19e eeuw

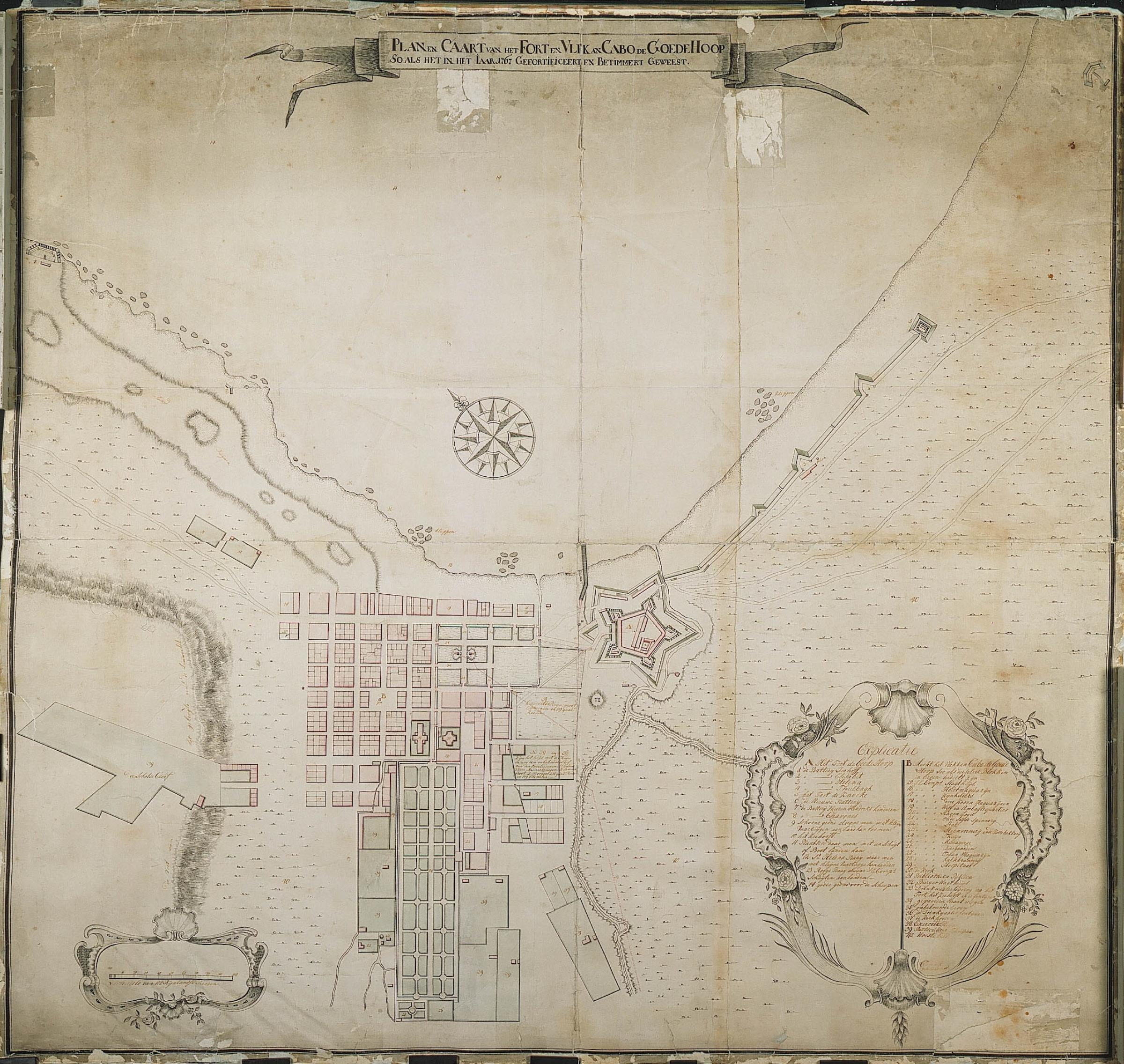
"Plan en Caart van het Fort en Vlek an Cabo de Goede Hoop, so als het in het jaar 1767 [is] gefortificeert en betimmert geweest."

Toen Simon van der Stel in 1679 aangesteld werd als nieuwe commandant van de Kaap (vanaf 1691 had hij het ambt van gouverneur bekleed), was het Kasteel de Goede Hoop volledig afgebouwd, terwijl Kaapstad zelf uit vier straten bestond en een blanke bevolking had van 290 mensen. De stad werd bestuurd door een raad die wetgevende, uitvoerende en rechtsprekende bevoegdheden had en moest verantwoording afleggen aan de gouverneur-generaal van Nederlands-Indië in Batavia (het hedendaagse Jakarta).
C.F. van den Brink legde de plattegrond van fort en vlek van Kaap de Goede Hoop zoals die in 1767 was vast op kaart. Van den Brink benoemt o.a Batterij Imhoff, Batterij Elisabeth, Batterij Helena, Batterij Thulbagh, Fort de Knocke, de Nieuwe Batterij, Batterij Chavonnes.
Toen eind 18e eeuw de VOC bankroet ging en Nederland een Fransgezinde regering kreeg (zie Bataafse Republiek), werden Kaapstad en de Kaapkolonie in 1806 veroverd door de Britten die het formeel in hun bezit kregen vanaf 1814, net als veel andere Nederlandse koloniën. De Kaap-Hollandse stad had in het jaar van de Britse overname (1806) een bevolking van 17.446 mensen waarvan 9.367 slaven, 6.321 Europeanen, 1.134 'vrije zwarten'  en 624 Khoi. De ongeletterdheid was weliswaar groot, maar zowat iedereen sprak omstreeks 1805 in de Kaapkolonie een Kaapse variant van het toenmalige Nederlands: niet alleen de blanken. Ook voor de meeste slaven en ex-slaven alsook de Kaapse moslims of Maleiers was in de loop van de tijd een vereenvoudigde of creoolse vorm van het "Nederduitsch" de gesproken moedertaal geworden of op zijn minst een veelgebruikte lingua franca. De oorspronkelijke Khoi-bevolking van Kaapstad was omstreeks 1800 reeds sterk uitgedund (oa. door ziekten) en uit stamverband geraakt én ook daar was er een taalverschuiving aan de gang ten koste van hun inheemse talen én in de richting van het Kaaps Nederlands. De enige plaatselijke krant in de Kaapkolonie “Kaapsche Courant” verscheen eentalig in het Nederlands van 1802 tot 1806. En dat was ook de taal van een reeks voorstellingen die omstreeks die tijd werden opgevoerd in de Afrikaansche Schouwburg op het Boerenplein in Kaapstad. Het Engels speelde voorlopig nog geen grote rol en werd in de praktijk tot omstreeks 1814 weinig gesproken in Kaapstad. Ook al was de Kaapkolonie tussen 1795 en 1802 al een eerste maal in handen gekomen van de Britten, in 1802 dienden die Britten echter de kolonie alweer tijdelijk te verlaten (Bataafse Kaapkolonie) tot ze in 1806 opnieuw Kaapstad kwamen bezetten. Een bezetting die echter pas in 1814 internationaal bekrachtigd werd. De VOC had het onderwijs in de kaapkolonie gedurende de anderhalve eeuw van haar bestaan verwaarloosd. Derhalve was de Nederduitse Gereformeerde Kerk de voornaamste instelling die enigszins met onderwijs begaan was, ook al was er relatief weinig interesse onder de kolonisten voor het onderwijs van hun kinderen. Tegelijk werd het voor de slaven flink bemoeilijkt om een minimum aan onderwijs te kunnen volgen. Toch waren er in 1809 in Kaapstad zes Nederlandse scholen met in totaal 515 leerlingen tegenover twee 'slavenscholen'  met 1.162 leerlingen. Onder meer de Groote Kerk fungeerde als school voor de kolonisten, althans in de voorganger van het huidige gebouw dat dateert van 1841. Voor het onderricht van een deel van de slaven en 'vrije zwarten' was vanaf 1804 het Sendinggestig in gebruik. Een aantal Islamitische ex-slaven hadden reeds in 1794 ter hoogte van de Bo-Kaap een moslim-school gesticht die verbonden was aan de Auwal-moskee die daar een paar jaar later werd opgericht. Van de blanke bevolking van Kaapstad bleek in 1820 nog meer dan 80% van Nederlandse, Duitse, Vlaamse of Franse (Hugenoten) afkomst te zijn.  
Na de oprichting van het Koninkrijk der Nederlanden  kreeg Nederland in 1814 enkele koloniën terug, waaronder Nederlands-Indië, maar de Britten behielden de Kaapkolonie voor zichzelf vanwege de strategische ligging op de vaarweg naar Indië. Een deel van de oorspronkelijke kolonisten, bijna allemaal van Nederlandse, Duitse of Franse (Hugenoten) komaf, voelden zich steeds meer onderdrukt door de Britse kolonisator en trokken uiteindelijk vanaf 1835 in groten getale als de Boeren het Zuid-Afrikaanse achterland in. Iets later werd in het nieuwe gebied waar de Boeren woonden goud en diamant gevonden, het economische zwaartepunt werd hierbij verplaatst van de Kaap naar het Witwatersrandgebied. Pas in 1910 verkregen de kolonies zelfstandigheid als de Unie van Zuid-Afrika.

### 21e eeuw
In het voorjaar van 2018 kampte Kaapstad met een ernstig watergebrek. Kaapstad is voor zijn waterbevoorrading aangewezen op stuwmeren, en die vertonen sinds 2014 een sterk dalende trend, veroorzaakt door een aanhoudende droogte, in combinatie met een toegenomen bevolking, wanbeheer en klimaatverandering. Het stadsbestuur vreesde zelfs voor een “Zero Day”, een dag waarop de kranen droog zouden staan.

## Stadsbeeld
In Kaapstad is zowel de Nederlandse als de Engelse overheersing vandaag nog duidelijk zichtbaar in de Hollandse en victoriaanse architectuur. Het vormt daarmee een belangrijke toeristische bestemming. 52% van alle buitenlandse bezoekers aan Zuid-Afrika bezoekt Kaapstad.
Ingeklemd tussen de Tafelbaai aan de ene kant en de Tafelberg aan de andere zijde, liggen er woonbuurten (Oranjezicht, Tamboerskloof, Zonnebloem of District 6, Gardens, Vredehoek) rondom de zakenkernen van het centrum met zijn wolkenkrabbers.
De koude Benguelastroom stroomt vanuit het zuiden en veroorzaakt een klimaat met winterregens waarin fruit goed gedijt.
Het schiereiland, Kaapschiereiland genaamd, is een van de zes florarijken van de wereld, te weten de Kaapflora. Veel soorten zijn specifiek voor de regio en uniek in de wereld. Hieronder vallen vooral fynbos, een soort heideachtige bebossing, en protea, de nationale bloem.

## Demografie

Verspreiding van de moedertalen in Kaapstad
----

Volgens de volkstelling van 2001 telt het metropoolgebied van Kaapstad 2.893.251 inwoners en een bevolkingsdichtheid van 1.158 per km². Van de bevolking in de stad is 48,1% kleurling, 31,7% zwart, 18,8% blank en 1,4% Indisch. Daarnaast wonen er in de Metropool een kleine twee procent buitenlanders waaronder volgens schattingen zo'n 30.000 Duitsers.
Afrikaans is de belangrijkste moedertaal in de stad en wordt door 41,4% van de bewoners gesproken. De twee andere moedertalen zijn Xhosa (28,7%) en Engels (27,9%). Het Afrikaans wordt evenwel vooral in de buitenwijken gesproken; in het stadscentrum overheerst het Engels.

### Joodse gemeenschap
De geschiedenis van de Joodse gemeenschap in Zuid-Afrika begon onder het Britse bewind, omdat de Vereenigde Oost-Indische Compagnie geen geloofsvrijheid toestond voor de Kapenaars en uitsluitend de calvinistisch-protestantse kerk toeliet. De Britten waren meer verdraagzaam en in de loop van de 19e eeuw hadden de eerste Joodse burgers uit Duitsland en Engeland zich aan de Kaap gevestigd. In de late 19e eeuw waren er enkele honderden Joodse immigranten in Zuid-Afrika, en deze gemeenschap groeide sterk in de daaropvolgende decennia.
In 2006 woonden 19.000 van de bijna 90.000 Zuid-Afrikaanse joden in Kaapstad. In deze stad was ook de eerste synagoge gebouwd en stadsbuurten zoals de Seepunt, staan bekend om de gevestigde Joodse slagers en andere Joodse instellingen.

### District Six
District Six is een voormalig stadsdistrict in Kaapstad. Het district kwam in opspraak in de jaren zeventig van de 20e eeuw toen rond 60.000 inwoners van verschillende rassen gedwongen werden om te verhuizen, omdat de locatie door het blanke apartheidsregime werd aangewezen als nieuwe bouwlocatie. Na hevig protesten werd de verplaatsing van de inwoners gestaakt. Sinds 1994 is er ter nagedachtenis aan deze gebeurtenis en voor de revitalisatie van het district het District Six Museum in het leven geroepen.

## Bestuur

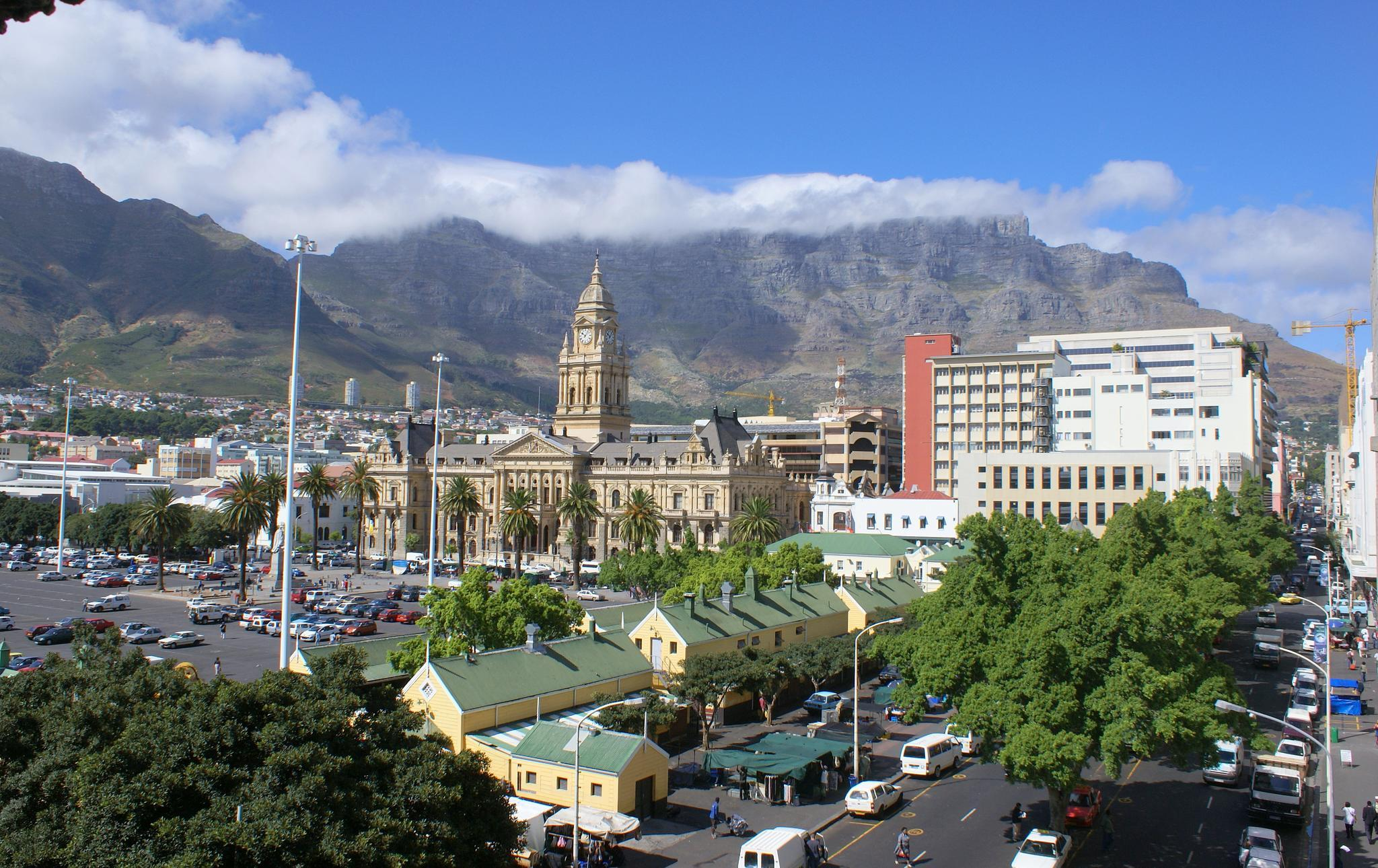
Het stadhuis van Kaapstad

De stad Kaapstad is onderdeel van de gemeente Kaapstad en is een van de zeven grootstedelijke gemeenten van Zuid-Afrika (metro's).
De stad heeft een gemeenteraad met 210 leden en zij kiezen de burgemeester. De burgemeester kiest op zijn buurt de uitvoerende leden. Sinds november 2021 is Geordin Hill-Lewis van de Democratische Alliantie de burgemeester van Kaapstad. Naast een burgemeester heeft de stad ook een stadsmanager, deze staat aan het hoofd van het stadsbestuur en is niet politiek gekleurd. Bij de laatste gemeenteraadsverkiezing is de Democratische Alliantie met 90 zetels (juni 2009: 94 zetels) de grootste partij geworden, met het Afrikaans Nationaal Congres op de tweede plaats met 81 zetels (juni 2009: 73 zetels). Geen enkele partij heeft echter de meerderheid in de gemeenteraad.
De stad is verdeeld in 105 verkiezingsdistricten en vanuit iedere wijk wordt een vertegenwoordiger direct verkozen voor in de gemeenteraad. De overige 105 zetels worden door de partijen ingevuld.
Op landelijk gebied is Kaapstad de wetgevende hoofdstad van Zuid-Afrika; het herbergt de twee kamers van het parlement van Zuid-Afrika. De bestuurlijke hoofdstad van Zuid-Afrika is Pretoria en de rechterlijke macht is gevestigd in Bloemfontein. In de stad is de Nationale Vergadering, het lagerhuis met 400 leden en de Nationale Raad van Provincies, het hogerhuis met 90 leden gevestigd.
De president van Zuid-Afrika heeft in Kaapstad zijn ambtswoning: het Tuynhuys.

### Wijken
In het stadscentrum (de zogenaamde city bowl): Bo-Kaap · The Waterfront (De Waterkant) · Higgovale · Oranjezicht · Schotsche Kloof · Tamboerskloof · Company's Gardens (Tuine)· University Estate (Universiteit Estate) · Vredehoek · Walmer Estate · Woodstock · Zonnebloem
De noordelijke voorsteden: Bellville · Bothasig · Brackenfell · Brooklyn · Durbanville · Edgemead · Elsiesrivier · Facreton · Goodwood · Kensington · Kuilsrivier · Maitland · Monte Vista · Panorama · Parow · Thornton
Aan de Atlantische Kust: Bantrybaai (Bantry Bay) · Kampsbaai (Kamps Bay) · Clifton · Fresnaye · Groenpunt (Green Point) · Houtbaai (Hout Bay) · Llandudno · Mouillepunt (Mouille Point) · Seepunt (Sea Point) · Drieankerbaai (Three Anchor Bay)
De zuidelijke voorsteden: Bergvliet · Bishopscourt · Claremont · Constantia · Dieprivier · Heathfield · Kenilworth · Mowbray · Newlands (Nuweland) · Observatory · Pinelands · Plumstead · Retreat · Rondebosch · Rondebosch-Oos · Rosebank · Soutrivier · Steenberg · Tokai · Wynberg
Op het zuidelijke schiereiland: Capri Village · Clovelly · Vishoek · Glencairn · Kalk Bay (Kalkbaai) · Kommetjie · Masiphumelele · Muizenberg · Noordhoek · Ocean View · Scarborough · Simons Town (Simonstad) · St James · Sunnydale · Sonvallei
Op de Kaapse Vlakte: Athlone · Belhar · Blue Downs · Bonteheuwel · Crawford · Delft · Elsie's River (Elsiesrivier) · Epping · Grassy Park · Gugulethu · Khayelitsha · Kruispad · Langa · Lansdowne · Lotusrivier · Manenberg · Mfuleni · Mitchells Plain (Mitchells Plein) · Nyanga · Ottery · Philippi · Wetton
Aan False Bay (Valsbaai): Gordons Bay (Gordons baai) · Somerset West (Somerset-Wes) · Strand
Aan de westkust: Bloubergstrand · Melkbosstrand · Milnerton · Parklands · Table View (Tafelsig)

## Onderwijs
Kaapstad is naast Johannesburg en Pretoria de belangrijkste universiteitsstad in Zuid-Afrika.
De Universiteit van Kaapstad (University of Cape Town, UCT) wordt als een van de leidende academische instellingen in Afrika beschouwd. De hoofdcampus ligt in District Six, tegen de helling van Duiwelskop. De universiteit telt ongeveer 25.000 leerlingen waarvan bijna 5000 internationale studenten zijn uit meer dan honderd verschillende landen, maar vooral uit de buurlanden Namibië, Zimbabwe en Botswana.
De Universiteit van Stellenbosch, de belangrijkste Afrikaanstalige universitaire instelling, bevindt zich in Stellenbosch, ongeveer zestig kilometer van Kaapstad.
Andere belangrijke tertiaire instellingen zijn de Universiteit van Wes-Kaapland in de voorstad Bellville. De universiteit werd in 1959 als een instelling voor kleurlingen opgericht en na de democratische verkiezingen in 1994 voor iedereen opengesteld.
De technologische universiteit van het Kaapse schiereiland (Cape Peninsula University of Technology) die door een fusie is ontstaan van de Kaapse Technikon (Cape Technikon) en de Technikon van het schiereiland (Peninsula Technikon).

## Transport

### Luchthaven
De internationale luchthaven van Kaapstad (Cape Town International Airport), na de OR Tambo Internationale Luchthaven (dicht bij Johannesburg) de grootste luchthaven in het land, ligt ongeveer 22 kilometer ten oosten van de binnenstad. Sinds 1994 is het luchtverkeer er aanzienlijk toegenomen. In 2011 zijn er jaarlijks ongeveer 80 000 vliegtuigen die in Kaapstad aankomen of vertrekken, met zo'n vijf miljoen passagiers. Er wordt verwacht dat de passagiersaantallen verder zullen stijgen, tot 14 miljoen in 2015.

### Weg
Kaapstad vormt door de centrale ligging in het zuiden van Afrika een belangrijk vervoersknooppunt en is het eindpunt van veel regionale en (inter)nationale verbindingsroutes. De Caïro-Kaapstad Snelweg, die in Caïro begint, eindigt in Kaapstad en is ruim 10.000 kilometer lang.
Kaapstad is goed met de rest van Zuid-Afrika verbonden. De N1 begint in de binnenstad en ontwikkelt zich tot een autosnelweg die langs Bellville en Paarl loopt en door de Hugenotentunnel naar het binnenland (Johannesburg) loopt.
Ook de N2 begint in de binnenstad, loopt langs de luchthaven, en verbindt de stad met de kustdorpen langs de Tuinroute zoals Mosselbaai, George en Knysna. De weg loopt verder tot Port Elizabeth. De weg is een snelweg en gaat over de Overberg via Sir Lowrey's pas. De N7 verbindt Kaapstad met Namibië en het noorden van de provincie West-Kaap.
Door de ligging van Kaapstad, geprangd tussen de Tafelberg en de Atlantische Oceaan, sluiten de autosnelwegen (N1 en N2) allebei aan in het oosten van de stad. In combinatie met de vele pendelaars uit de nabijgelegen steden en townships betekent dit dat Kaapstad tijdens de spits ('s avonds maar vooral 's morgens) grote problemen kent met betrekking tot de verkeersafwikkeling. Er wordt daarom sterk ingezet op busbanen en nieuwe buslijnen.

### Haven
Dankzij de natuurlijke haven van Tafelbaai staat Kaapstad al eeuwenlang bekend als de "Herberg aan de zee". Toen Jan van Riebeeck 1652 in Tafelbaai voet aan wal zette was er niets meer te zien dan een wijdgestrekte baai met ondiepe zand en kiezelstranden. De schepen die hier aan land kwamen werden aan de onstuimige oceaan blootgesteld; schepen werden meestal enkele honderden meter van het strand af verankerd, en de goederen werden via roeiboten aan land gebracht. De haveninfrastructuur bleef eeuwenlang beperkt tot een eenvoudige houten kaai die in 1656 vlak bij het Kasteel de Goede Hoop werd gebouwd. Vooral tijdens de Kaapse winterstormen was Tafelbaai geen veilige ankerplek voor schepen en vaak lag het goederenvervoer door de ongunstige weersomstandigheden dagenlang stil. Pas in 1743 werd de VOC's winterhaven verhuisd naar Simon's Town. Deze ankerplek was veilig maar moeilijk bereikbaar vanuit de binnenstad.
Als gevolg van de Tweede Boerenoorlog en de ontdekking van goud en diamantmijnen werd de haven van Kaapstad tegen het einde van de 19e eeuw steeds belangrijker. Infrastructuur werd vernieuwd en uitgebreid, en in 1905 werden de Victoriadokken ingewijd. In de periode tussen 1935 en 1945 werd breidde de haven uit in de zee en ontstond het Duncandok. In totaal werd 2,5 km² gewonnen op zee. Het Kasteel van de Goede Hoop, die aanvankelijk vlak bij de zee gelegen was, kwam door de landaanwinning meer dan een kilometer landinwaarts te liggen. In 1960 werd het Ben Schoemandok in gebruik genomen. Dit verving de oude Victoria- en Alfreddokken die hierdoor in verval kwamen. Later zouden die omgevormd worden tot een winkelcentrum V&A Waterfront.
Gedragen door belangrijke wereldgebeurtenissen heeft de haven heeft twee keer in zijn geschiedenis een grote strategische rol gespeeld. 
Enerzijds tijdens de Tweede Wereldoorlog, toen zes miljoen soldaten via de haven naar Kaapstad kwamen en ongeveer 13 000 schepen in de dokken werden hersteld.
Anderzijds tijdens de Suezcrisis in het jaar 1973 toen het Suezkanaal werd gesloten en schepen op weg naar Europa en de oostkust van Amerika de route via Zuid-Afrika namen. Dit betekende een grote toeloop van schepen in Tafelbaai.
De haven van Kaapstad is de grootste van de vier belangrijke havens in de provincie West-Kaap en behandelt jaarlijks ongeveer acht miljoen ton goederen. Aangezien de haven met zijn totale wateroppervlak van 112,7 hectare vooral de West-Kaap bedient is hij gespecialiseerd in de export van lokale producten zoals zacht fruit. Daarnaast zijn er voorzieningen zoals droogdokken (het Sturrockdroogdok) en drijfdokken beschikbaar. De haven beschikt sinds de jaren zeventig ook vijf diepzeeankerpunten.

### Openbaar vervoer

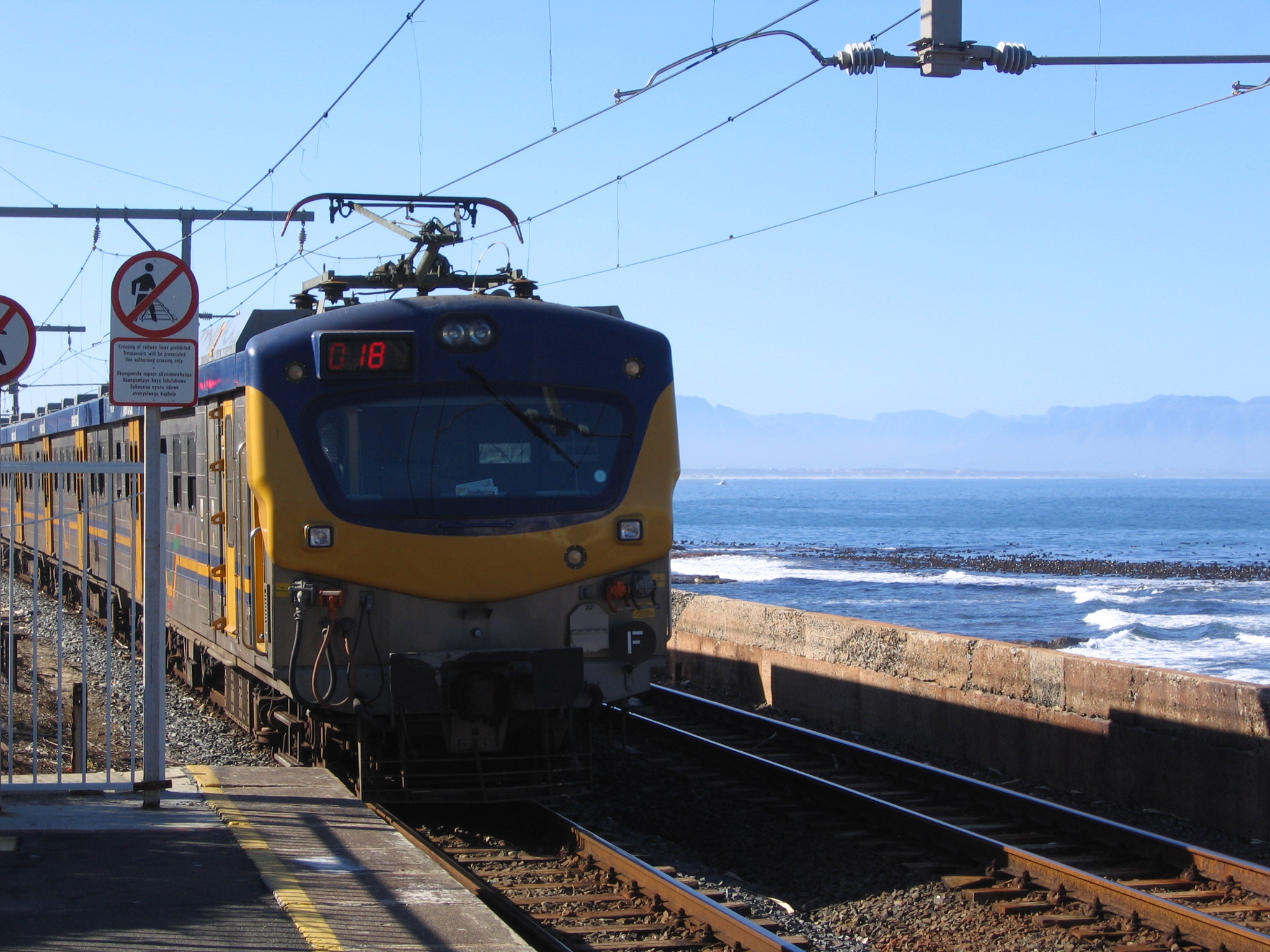
Een trein die het Kalkbaai station verlaat

Shosholoza Meyl is een passagiersdienst van Spoornet en bedient twee langeafstandstreindiensten tussen Kaapstad en Johannesburg via Kimberley en een wekelijkse dienst van en naar Durban via Kimberley, Bloemfontein en Pietermaritzburg.

## Sport
De sporten die in Kaapstad het meest beoefend worden zijn: cricket, voetbal, zwemmen en rugby. Twee rugbyclubs spelen in Kaapstad in het Newlands Stadion te weten de Stormers en de Western Province. Vaak worden wedstrijden van het nationale rugbyteam de Springbokken gespeeld in de stad en tijdens het wereldkampioenschap rugby 1995 werden er wedstrijden gespeeld, inclusief de halve finale.
Ook voetbal is populair in Zuid-Afrika. Twee clubs uit Kaapstad spelen in de Premier Soccer League (PSL), de eerste divisie van Zuid-Afrika. De twee clubs zijn de Ajax Cape Town welke in 1999 gevormd is door een fusie van Seven Stars en de Cape Town Spurs; en Santos. Tijdens het wereldkampioenschap voetbal 2010 zijn er ook in het nieuw gebouwde Groenpuntstadion van Kaapstad een aantal wedstrijden gespeeld.
Cape Cobras is de cricketclub, met thuisbasis de Newlands Cricket Ground, die Kaapstad vertegenwoordigt. De club is ontstaan na een fusie tussen twee andere clubs.
Kaapstad heeft olympische aspiraties: in 1996 was Kaapstad een van de vijf kandidaten voor het organiseren van de Olympische Zomerspelen 2004.

## Bezienswaardigheden

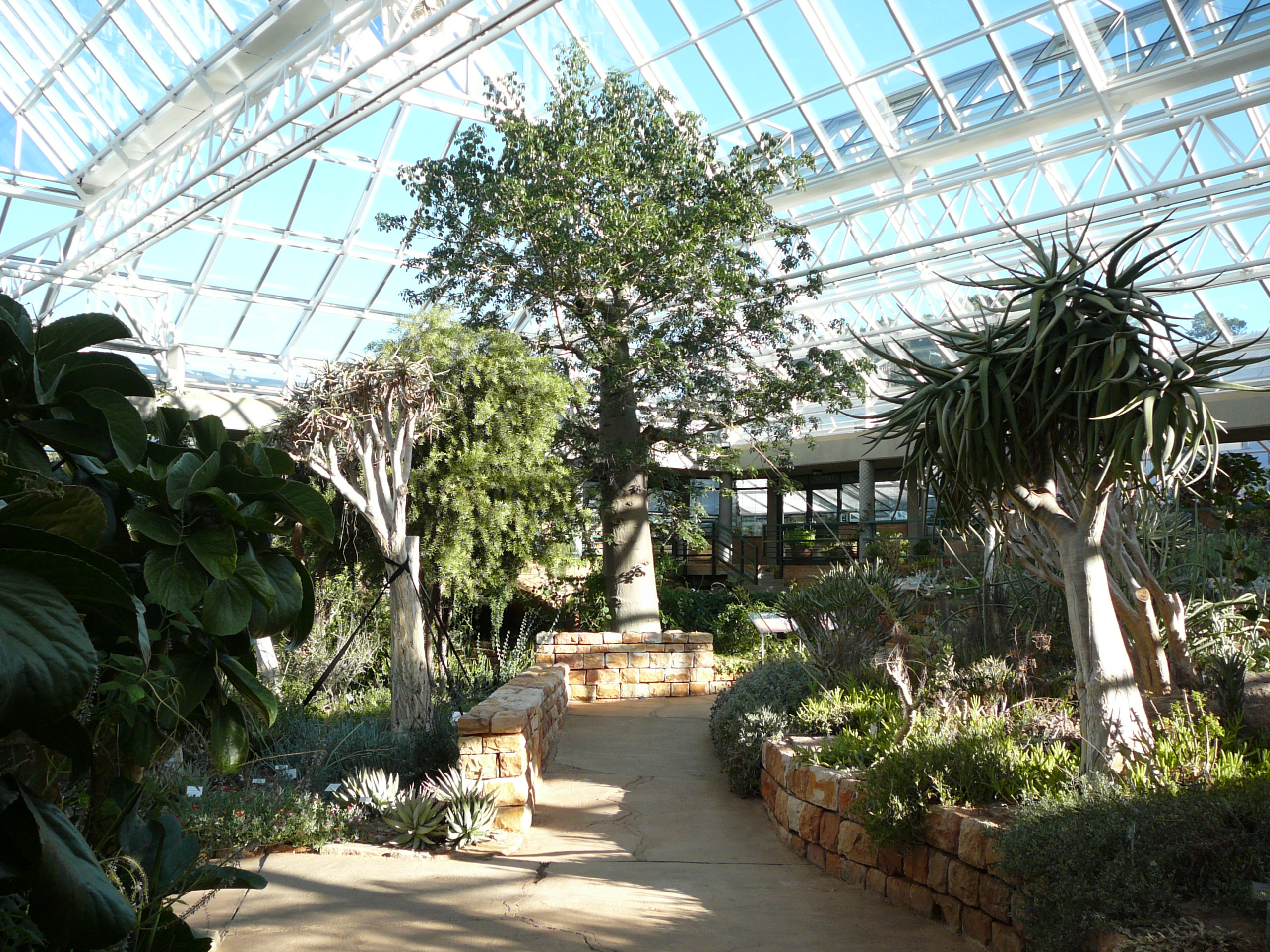
Kirstenbosch Conservatory

- De Groote Kerk staat op een perceel waar in 1678 de eerste kerk van Zuid-Afrika werd opgericht. Het huidige gebouw is de derde en dateert uit het jaar 1836.
- Op het plein tussen de Herengracht en Adderley Street in Kaapstad staat een standbeeld van Maria tegenover het standbeeld van Jan van Riebeeck, stichter van Zuid-Afrika. Dit beeld is door de Nederlandse staat geschonken in 1952 bij de herdenking van de aankomst van Jan van Riebeeck op Kaap de Goede Hoop (1652).
- Victoria & Alfred Waterfront gelegen aan het water; de belangrijkste trekpleister van de stad met winkels en andere toeristische attracties.
- Robbeneiland een eiland voor de kust waar Nelson Mandela 27 jaar gevangen heeft gezeten.
- De Tafelberg (Engels: Table mountain) gelegen op de westelijke kaap kijkt uit over Kaapstad. De hoogste punten van de Tafelberg liggen meer dan 1000 meter boven de waterspiegel. De berg kan op verschillende manieren beklommen worden. Er is ook een kabelbaan naar de top.

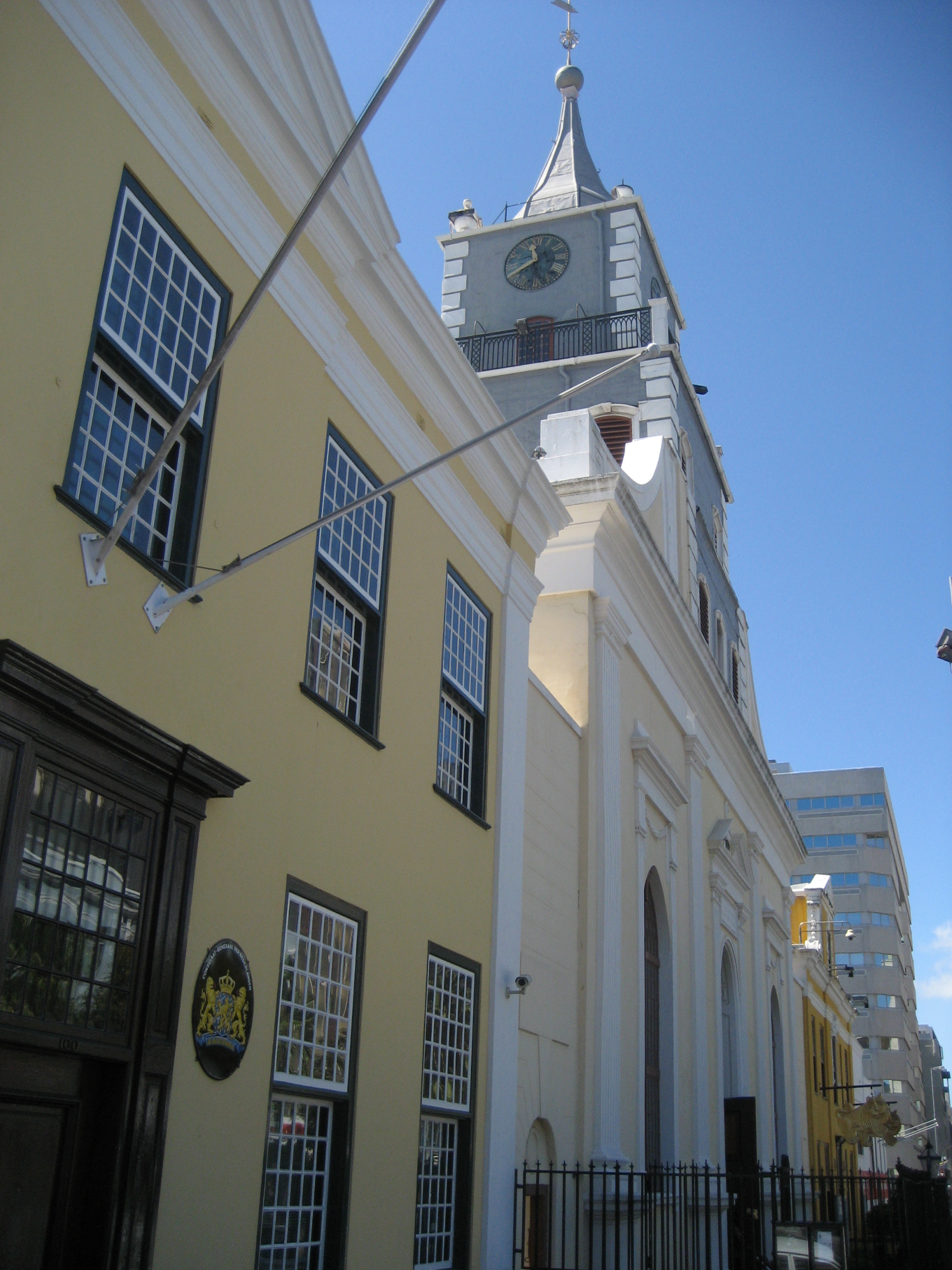
Strand Street 98-100, Lutherse Kerk en Nederlands Consulaat (Sexton's House)

- Kirstenbosch National Botanical Garden
- Two Oceans Aquarium
- Het District Six Museum
- Leeukop (Lion's Head) en Seinheuwel (Signal Hill)
- Bo-Kaap
- Kasteel de Goede Hoop
- Groentemarkplein (Greenmarket Square), met onder andere het oude stadhuis
- Lang Straat (Long Street) en Kloof Straat (Kloof Street) uitgaansbuurten
- De Kaapse stranden: Clifton Bay, Camps Bay, Bloubergstrand
- Het Tuynhuys, ambtswoning van de president
- Groenpuntstadion (Green Point Stadium)
- Een tweetal 'Nederlands uitziende' molens, Mosterts molen en de Nieuwe Molen
- Company's Garden

## Stedenbanden
- Aken (Duitsland), sinds 2000
- Antwerpen (België), sinds 1996
- Bangkok (Thailand)
- Buenos Aires (Argentinië)
- Haifa (Israël), sinds 1975
- Hangzhou (China)
- Nice (Frankrijk), sinds 1974
- San Francisco (Verenigde Staten)
- Sint-Petersburg (Rusland)

## Bekende inwoners van Kaapstad

### Geboren
- Abba Eban (1915-2002), Israëlisch diplomaat, politicus en historicus
- Zach de Beer (1928-1999), politicus
- Abdullah Ibrahim (1934), jazzmuzikant
- Jeanne Goosen (1938-2020), journaliste, dichteres en schrijfster
- John Maxwell Coetzee (1940), schrijver en Nobelprijswinnaar (2003)
- Louis Moholo (1940-2025), jazzdrummer
- Rayda Jacobs (1947-2024), schrijfster en filmregisseuse
- Robbie Jansen (1949-2010), altsaxofonist, fluitist en zanger
- Marlene Dumas (1953), kunstenares
- Rhoda Kadalie (1953-2022), mensenrechtenactiviste, feministe en journaliste
- Jonathan Shapiro, pennaam Zapiro (1958), cartoonist
- Richard Borcherds (1959), wiskundige
- Brenda Fassie (1964-2004), zangeres
- Muhsin Hendricks (1967-2025), imam
- Sean Cameron Michael (1969), acteur
- Piet Norval (1970), tennisser
- Stelio Savante (1970), acteur
- Simon Lessing (1971), Brits triatleet
- Shaun Bartlett (1972), voetballer
- Jerome Damon (1972), voetbalscheidsrechter
- Gershon Rorich (1973-2023), beachvolleyballer
- David George (1976), wielrenner
- Benedict McCarthy (1977), voetballer
- Trevor Immelman (1979), professioneel golfspeler
- Lesley-Ann Brandt (1981), actrice
- Paul Lloyd Jr. (1981), worstelaar
- Jack Parow (1982), rapper
- Sarah Poewe (1983), Zuid-Afrikaans/Duits zwemster
- Maurits van Nierop (1983–2008), Nederlands cricketer
- Natalie du Toit (1984), zwemster
- Devon Petersen (1986), darter
- Anele Ngcongca (1987-2020), voetballer
- AKA (Kiernan Forbes) (1988-2023), rapper
- Richard Murray (1989), triatleet
- Charlbi Dean (1990-2022), actrice en model
- Nicholas Ralph (1990), Schots acteur
- Wayde van Niekerk (1992), atleet
- Tamsin Cook (1998), Australisch zwemster
- Dean Solomons (1999), voetballer
- Leo Thethani (1999), voetballer

### Overleden
- Helperus Ritzema van Lier (1764–1793), theoloog en schrijver
- Abdullah Abdurahman (1872-1940), arts en politicus
- Reginald James (1891-1964), fysicus en poolonderzoeker
- Nicolaas Diederichs (1903–1978), president van Zuid-Afrika
- Erik de Zwaan (1949-1984), Nederlands gitarist
- Wilbur Smith (1933-2021), schrijver
- Denis Worrall (1935-2023), diplomaat